# マクドナルダ (小惑星)
マクドナルダ (991 McDonalda) は小惑星帯にある小惑星。オットー・シュトルーベが1922年にアメリカ合衆国・マサチューセッツ州のヤーキス天文台で発見した。
1939年に開設され、シュトルーベが初代台長となったマクドナルド天文台に因んで名付けられた。